# Gerard Maria Thomàs i Sabater
Gerard Maria Thomàs i Sabater (Palma, 1905 - 1985). Jutge i polític. Va ser rector de l'Estudi General Lul·lià..
Es llicencià en dret a la Universitat de Barcelona (1930). Exercí de jutge municipal a Palma (1931-1944). Fou també jutge de primera instància a Nules, Manacor i Palma entre 1944 i 1948. El 1956 ascendí a magistrat. El 1973 fou nomenat president de la Sala del Contenciós Administratiu de l'Audiència Territorial de les Balears.
A la Guerra Civil va ser brigada, alferes i tinent de complement a diversos fronts. Va ser conseller provincial (1949) i el 1949 fou nomenat sotscap provincial del Moviment.
Participà en la creació de l'Estudi General Lul·lià, del qual en va ser rector des de 1951. Des de l'Estudi General impulsà la creació d'estudis universitaris a les Balears.

## Obres
- Consideraciones sobre las ideas de unidad y de paz en el pensamiento jurídico de Ramón Llul. Gráficas Miramar: Palma, 1967.